# Păsățel (Ananiev), Bârzula
Păsățel (în ucraineană Пасицели, transliterat: Pasîțelî) este un sat în comuna Ananiev din raionul Bârzula, regiunea Odesa, Ucraina.

## Demografie
Componența lingvistică a localității Păsățel
     Ucraineană (95,64%)
     Rusă (2,18%)
     Română (2,18%)
Conform recensământului din 2001, majoritatea populației localității Păsățel era vorbitoare de ucraineană (95,64%), existând în minoritate și vorbitori de rusă (2,18%) și română (2,18%).